# Alfred Francis Russell
Alfred Francis Russell (1817-1884) missionário, proprietário rural e político, foi presidente da Libéria entre 1883 e 1884.
Filho de escravos, nasceu no Kentucky, Estados Unidos e, após a libertação de seus pais, emigrou para a Libéria com a idade de 15 anos.